# Leif Andersson (zápasník)
Leif Andersson (* 13. října 1949 Arboga, Švédsko) je bývalý švédský zápasník, reprezentant v zápase řecko-římském. Dvakrát startoval na olympijských hrách. V roce 1976 na hrách v Montréalu v kategorii do 82 kg a roce 1980 na hrách v Moskvě ve stejné kategorii vybojoval čtvrté místo. V roce 1973 vybojoval titul a v roce 1980 druhé místo na mistrovství Evropy.